# 奥瓦尔 (葡萄牙堂区)
奥瓦尔是葡萄牙阿威罗区的一个堂区。总面积48.98平方公里，总人口17185人，人口密度350.9人/平方公里。